# Force Aérienne du Djibouti
La Force Aérienne du Djibouti, nota anche con la sigla FAD, tradotto dalla lingua francese Forza aerea del Gibuti ed internazionalmente nota con la dizione in lingua inglese Djibouti Air Force e con la sigla DAF, è l'attuale aeronautica militare del Gibuti e parte integrante, assieme ad esercito e marina, delle forze armate gibutiane.

## Aeromobili in uso
Sezione aggiornata annualmente in base al World Air Force di Flightglobal del corrente anno. Tale dossier non contempla UAV, aerei da trasporto VIP ed eventuali incidenti accorsi durante l'anno della sua pubblicazione. Modifiche giornaliere o mensili che potrebbero portare a discordanze nel tipo di modelli in servizio e nel loro numero rispetto a WAF, vengono apportate in base a siti specializzati, periodici mensili e bimestrali. Tali modifiche vengono apportate onde rendere quanto più aggiornata la tabella.
| Aeromobile                          | Origine        | Tipo                                                         | Versione (denominazione locale) | In servizio (2024) | Note | Immagine |
| Aerei per impieghi speciali         |                |                                                              |                                 |                    | |          |
| Cessna 208 EX Grand Caravan         | Stati Uniti    | aereo da sorveglianza e ricognizione                         | C 208EX                         | 0                  | 2 Cessna 208EX per sorveglianza e ricognizione ordinati il 13 marzo 2024. |          |
| Aeromobili a pilotaggio remoto- UAV |                |                                                              |                                 |                    | |          |
| Bayraktar TB2                       | Turchia        | UCAV                                                         | TB2                             | 2                  | 2 TB2 consegnati agli inizi di giugno 2022. |          |
| Aerei da trasporto                  |                |                                                              |                                 |                    | |          |
| Cessna 208 Caravan                  | Stati Uniti    | Aereo da trasporto                                           | C 208                           | 1                  | 2 Cessna 208 consegnati. |          |
| Xian MA60                           | Cina           | Aereo da trasporto                                           | MA60H-500                       | 1                  | 1 MA60H-500 ordinato a settembre 2013 e ricevuto a giugno 2014. |          |
| Harbin Y-12 Turbo Panda             | Cina           | Aereo da trasporto                                           | Y-12E                           | 2                  | 2 Y-12E consegnati il 13 luglio 2016. |          |
| Let L 410                           | Rep. Ceca      | Aereo da trasporto                                           | L 410UVP-E20                    | 1                  | 1 L 410UVP-E20 consegnato. |          |
| Short C-23 Sherpa                   | Stati Uniti    | Aereo da trasporto                                           | C-23B+                          | 2                  | 2 C-23B+ ex US Army consegnati. |          |
| Boeing 767                          | Stati Uniti    | Aereo da trasporto                                           | B 767-216(ER)                   | 1                  | 1 B 767-216(ER) consegnato. |          |
| Elicotteri                          |                |                                                              |                                 |                    | |          |
| Eurocopter AS 355 Écureuil II       | Francia        | Elicottero utility                                           | AS 355F                         | 1                  | 2 AS 355F consegnati. |          |
| Airbus Helicopters AS365 Dauphin    | Unione europea | elicottero da trasporto VIPelicottero da collegamentoMEDEVAC | AS 365N                         | 121                | 4 AS-365N ex Royal Saudi Armed Forces Medical Services consegnati ad aprile 2019, dopo essere stati riallestiti da Airbus Helicopters Romania per trasporto VIP per quattro passeggeri (un esemplare), collegamento (due) mentre una quarta macchina è rimasta in allestimento ambulanza. |          |
| Mil Mi-8 Hip                        | Russia         | Elicottero utilityelicottero multiruolo                      | Mi-8TMi-17                      | 1                  | 6 Mi-8T Hip-C e 2 Mi-17 Hip-H consegnati. |          |
| Mil Mi-35 Hind                      | Russia         | elicottero d'attacco                                         | Mi-24VMi-35P                    | 1                  | 1 Mi-24V Hind-E e 1 Mi-35P Hind-F Plus consegnati. |          |
| Sikorsky S-76 Spirit                | Stati Uniti    | elicottero da trasporto VIP                                  | S-76A                           | 1                  | 1 S-76A consegnato. |          |
| Harbin Z-9 Haitun                   | Cina           | elicottero utility                                           | Z-9                             | 1                  | |          |

## Aeromobili ritirati
- Cessna 206